# Verordnung (EU) Nr. 1257/2013 (Schiffsrecycling-Verordnung)
Die Verordnung (EU) Nr. 1257/2013 kurz EU-Schiffsrecycling-Verordnung (EU SRR) zum Abwracken von Schiffen (Schiffsrecycling) wurde am 20. November 2013 vom Europäischen Parlament und dem Rat der Europäischen Union angenommen.

## Herkömmliches Abwracken
„Beachen“ wird der Vorgang an den Stränden von Indien, Pakistan und Bangladesch genannt, bei dem abbruchreife Schiffe von Abwrackern bei extremem Hochwasser mit voller Fahrt auf den Strand gesetzt werden. Hier werden sie dann auf den meisten Abbruchunternehmen von häufig unterbezahlten Arbeitern ohne Schutzbekleidung scheibchenweise mit Schneidbrennern auseinander geschnitten. Anschließend wird das Material manchmal auch von Kindern manuell an den Strand geschleppt und sortiert.

## EU-Schiffsrecycling-Verordnung zur Unterstützung der Hongkong-Konvention
Die EU-Schiffsrecycling-Verordnung betrifft das Recycling von Schiffen unter der Flagge von Mitgliedstaaten der Europäischen Union und enthält Sicherheits- und Umweltanforderungen. Ziel ist das sichere und umweltgerechte Recycling von Schiffen unter der Flagge von Mitgliedstaaten der Union. Es soll zum weltweiten Inkrafttreten der Hongkong-Konvention von 2009 beitragen. Dieses Schiffsrecycling-Übereinkommen wurde von der Internationalen Seeschifffahrts-Organisation (IMO) verabschiedet und enthält Vorschriften zum umweltgerechten und sicheren Abwracken von Seeschiffen >500 BRZ für Reedereien, Bauwerften, Zulieferer und für die Abwrackwerften.

## Bilder

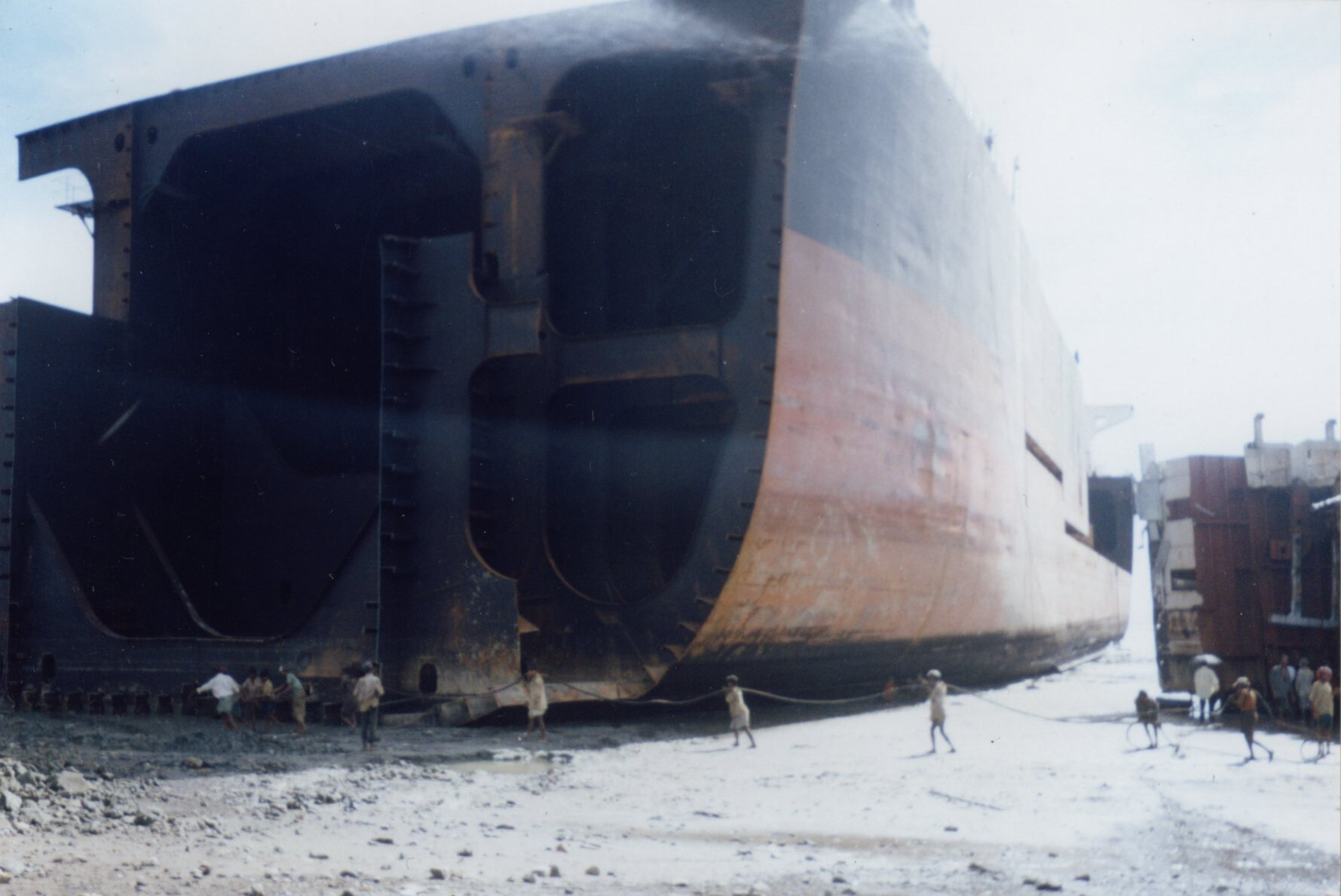
Unfallgefährdendes Abwracken
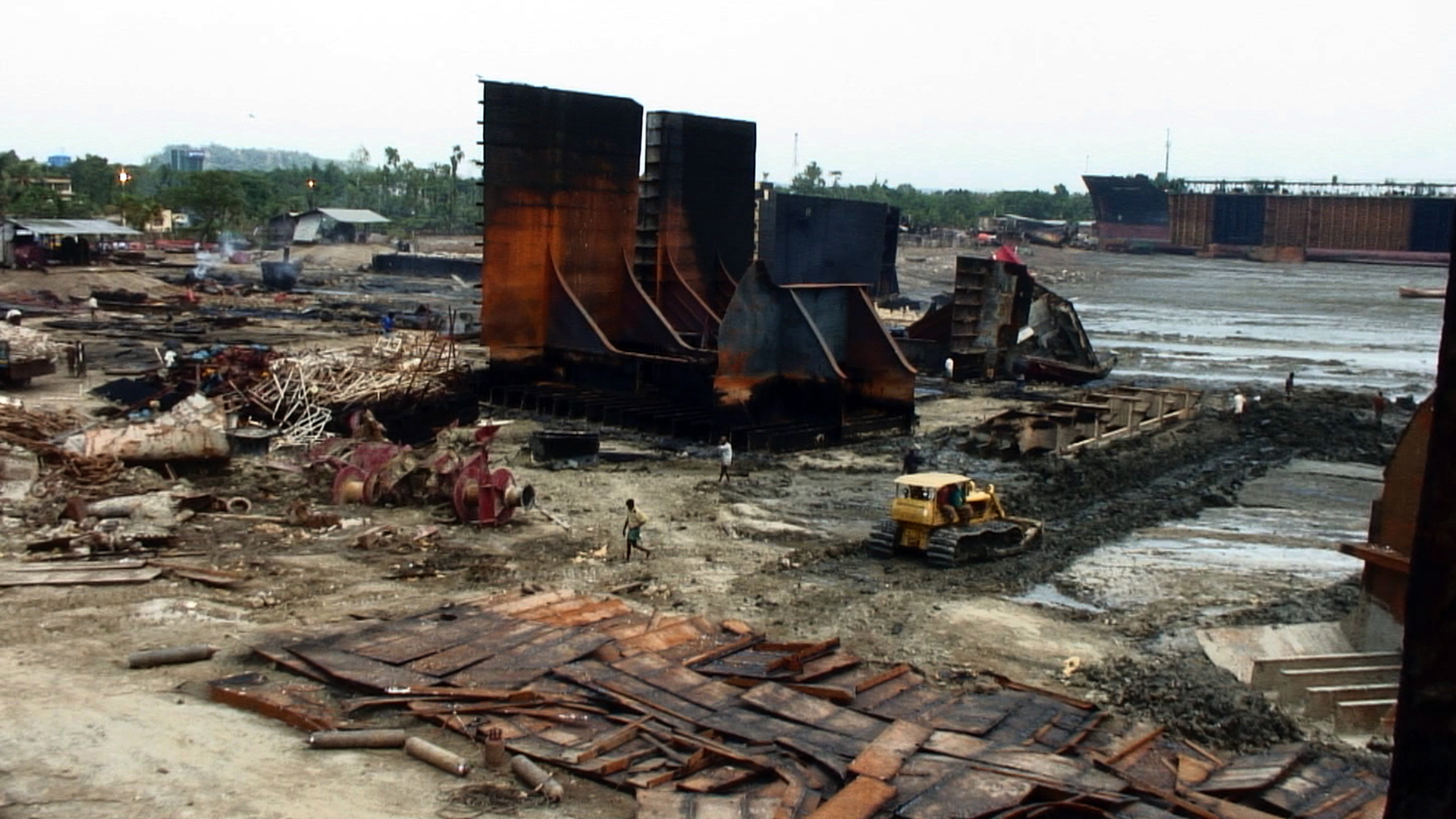
Abwracken in Chittagong
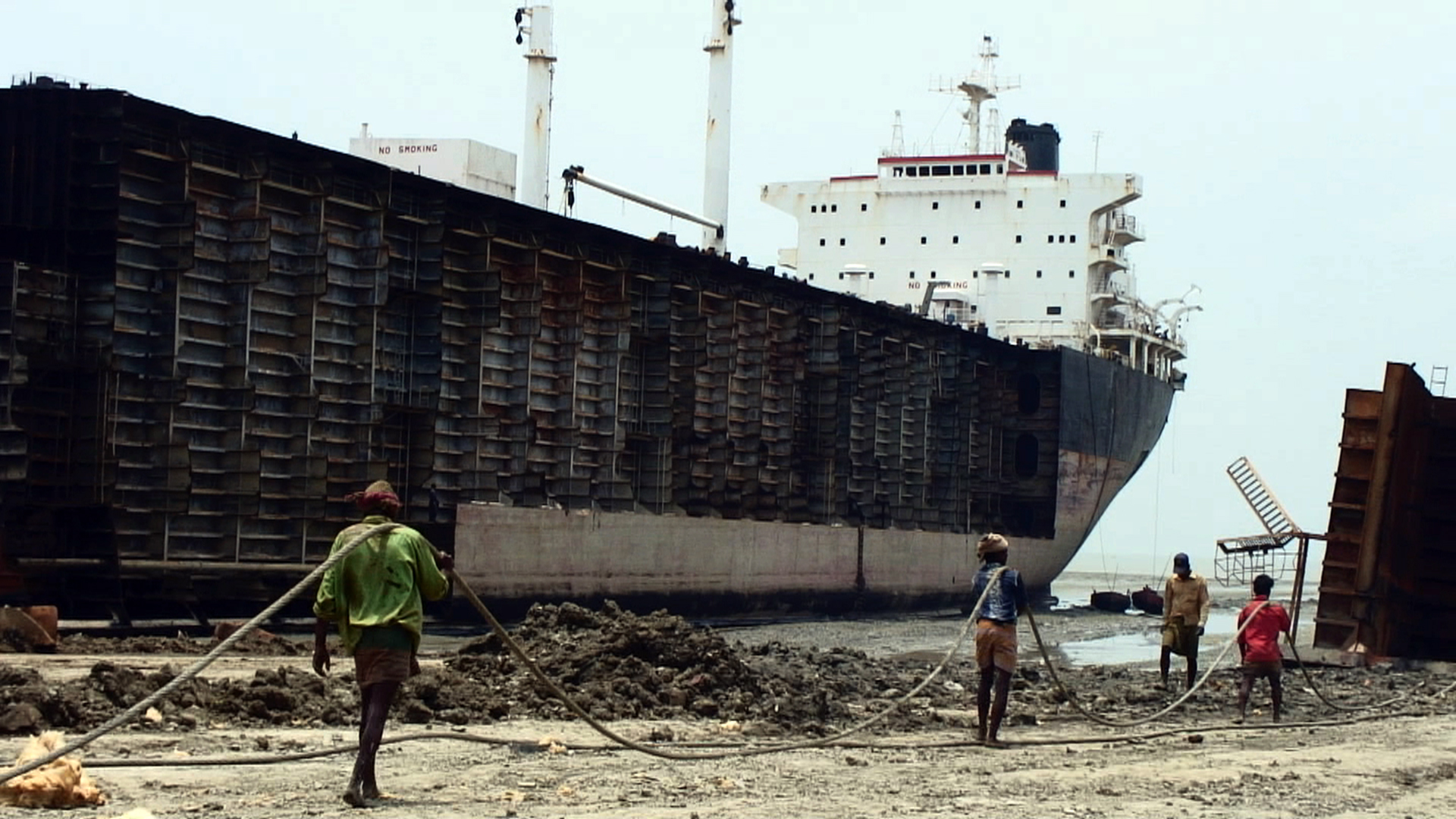
Arbeiter auf einer Abwrackwerft
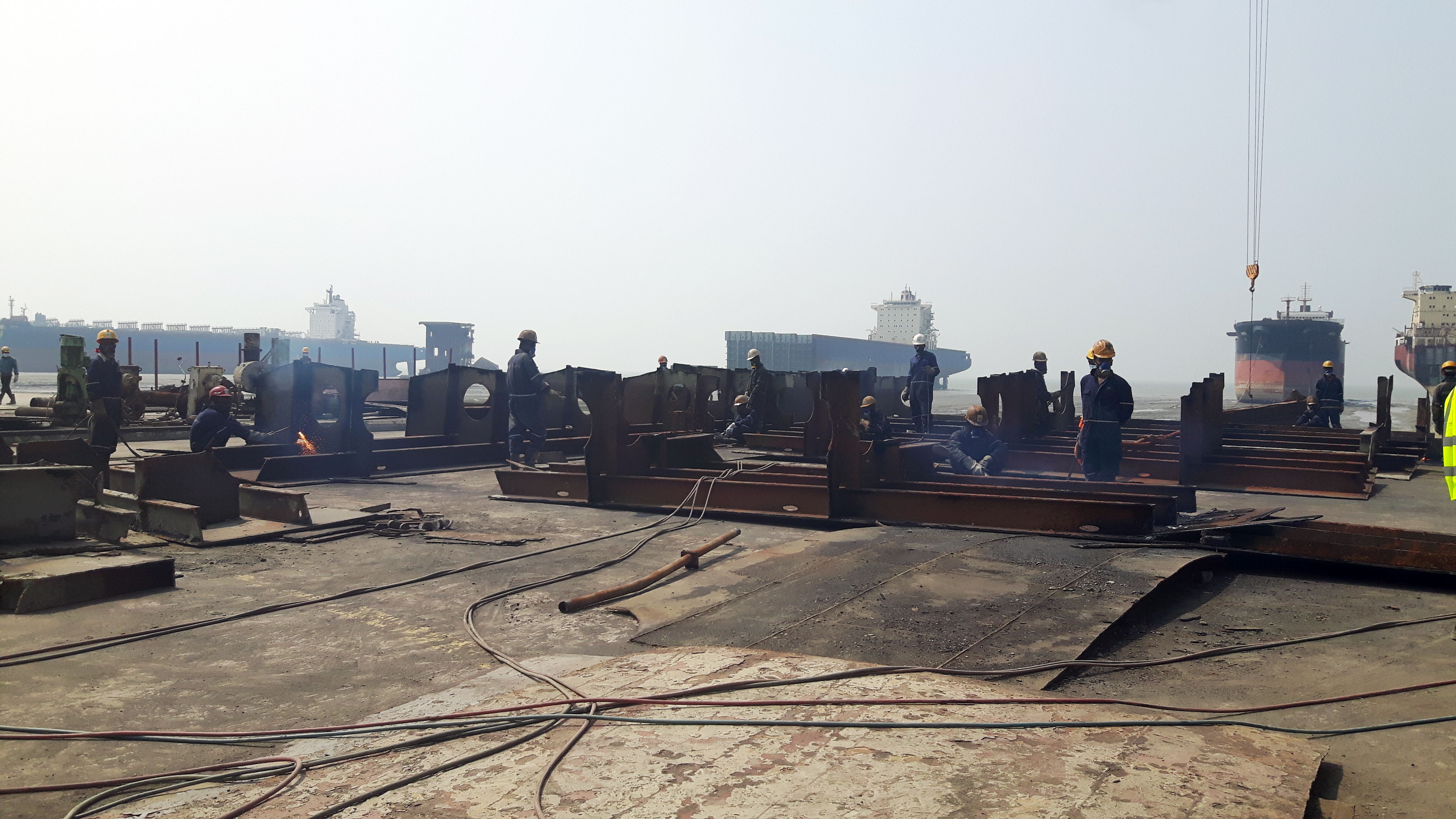
Arbeiter mit Schutzausrüstung beim Abwracken
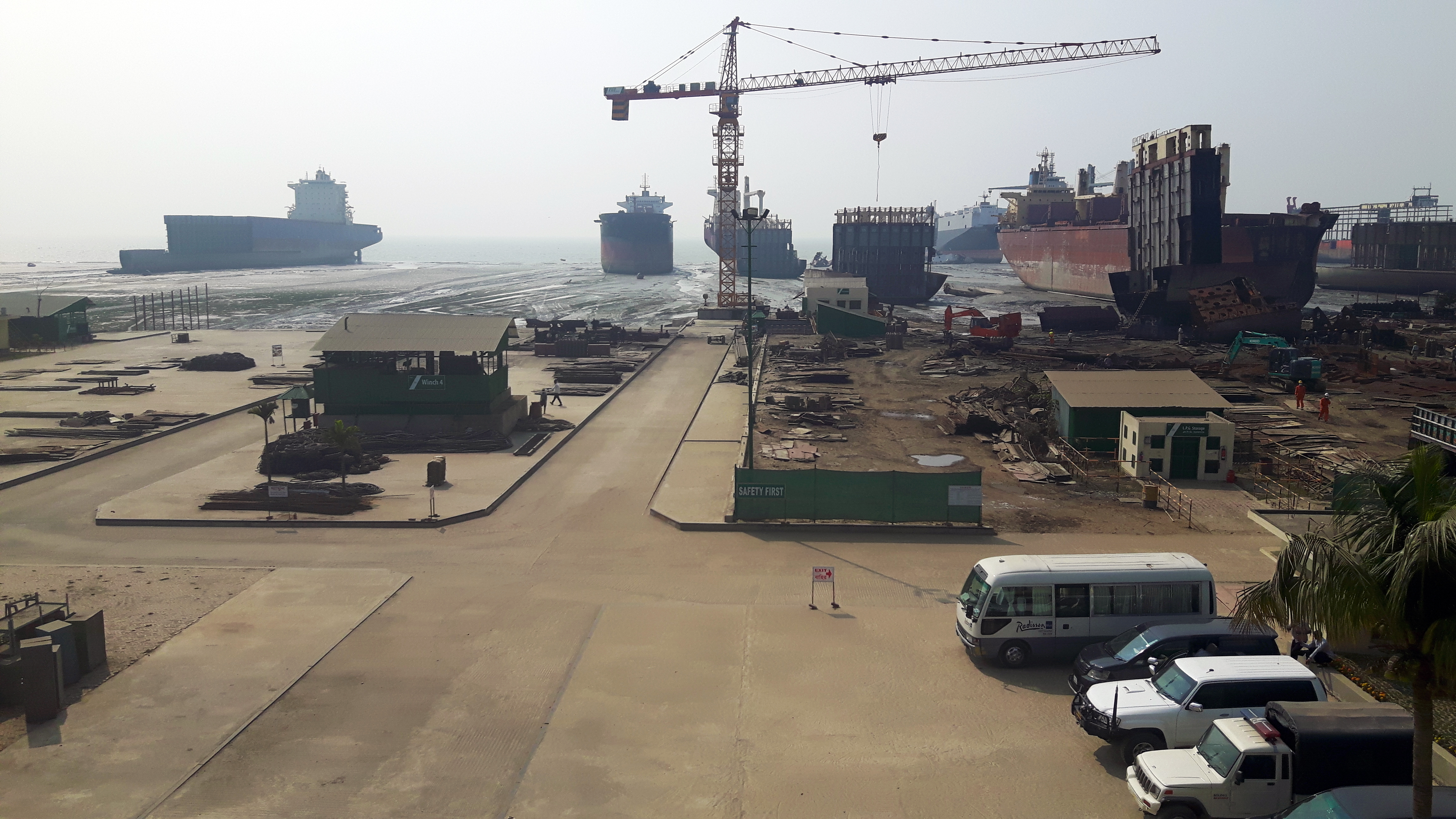
Umweltgerechtes und sicheres Abwracken

Große kommerzielle Seeschiffe mit der Flagge eines EU-Mitgliedstaats dürfen nur in sicheren und umweltverträglichen Abwrackwerften verwertet werden, die in der europäischen Liste der Abwrackwerften aufgeführt sind. Vor der Aufnahme in diese Liste müssen Abwrackbetriebe für Schiffe unabhängig von ihrem Standort Sicherheits- und Umweltanforderungen erfüllen, die in den technische Leitlinien vom April 2016 enthalten sind.